# 동맥줄기

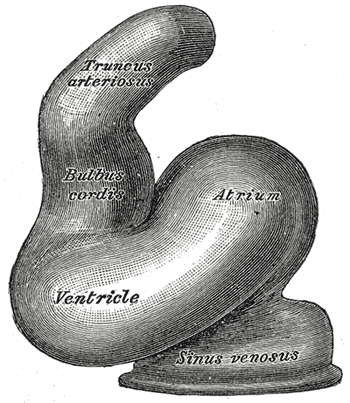
약 14일 된 인간 배아의 심장. 동맥간은 맨 위에 위치해 있다.

동맥줄기 또는 동맥간(動脈幹, truncus arteriosus, arterial trunk)은 배아 발달 시기에 존재하는 구조의 하나이다. 심장의 두 심실에서 기원하여 나중에 대동맥과 폐동맥으로 나뉜다. 동맥간의 영어 낱말 "truncus arteriosus"는 동맥간증이라고도 하는데 이는 동맥관 개존증을 가리키기도 한다.

## 구조
동맥간과 심장구는 대동맥허파동맥사이막에 의해 분리된다.

## 임상적 중요성
동맥간이 닫히는 일이 실패하는 질병을 동맥관 개존증으로 부르며, 이는 희귀한 선천성 심장병이다. 동맥관 개존증의 그 밖의 질병에는 대혈관 전위와 팔로 4징증이 있다.